# Edgar Michaelis
Edgar Michaelis (* 9. Oktober 1890 in Berlin; † 21. Februar 1967 bei Bern) war ein Psychotherapeut und Nervenarzt, der sich mit einer Gruppe Gleichgesinnter für eine Weiterentwicklung der Psychoanalyse zur Psychosynthese einsetzte. Er wuchs in einer liberalen jüdischen Familie des Bildungsbürgertums auf und besuchte das Französische Gymnasium in Berlin.

## Leben
Sein Onkel Simon machte ihn in seinen „Akademisch-literarischen Verein“ mit Berliner Schriftstellern bekannt, was Michaelis zu seiner späteren selbstständigen literarischen Arbeit anregte. Nach dem Abitur studierte Michaelis Medizin in Berlin. 1913 schenkte ihm sein Freund Hans Rosenberg die 1831 erstmals erschienenen „Vorlesungen über Psychologie“ von Carus. Dieses Buch, ein bekanntes Werk der romantischen Seelenkunde, vereinte seine religiösen und politischen Vorstellungen in einem idealistischen Weltbild auf naturphilosophischer Basis. Nachdem er das Staatsexamen mit „cum laude“ bestanden hatte, bewarb er sich 1914 aus Interesse an experimentellen Arbeiten als Assistenzarzt am Bakteriologischen Institut Berlin. Kaum hatte er zu arbeiten begonnen, wurde dieses nach Ausbruch des Ersten Weltkrieges geschlossen. Als Assistenzarzt in der Psychiatrischen Universitätsklinik Gießen betreute er eine Station mit „nervös Kranken“ und fühlte sich „sehr offen und aufnahmefähig“, war „sofort in (s)einem Element und wusste, dass (er) dort hingehöre“. 
Er verfasste 1916 unter der Leitung von Professor Sommer eine experimentell-psychologische Dissertation „Zur Kenntnis der psychischen Erkrankungen bei Kriegsteilnehmern“.  Diese Arbeit ist insofern bemerkenswert, als er den Mut zeigte, die Rolle der Militärpsychiater kritisch zu kommentieren. Er widersprach der weitverbreiteten Auffassung, dass die psychische Belastbarkeit keinen Einfluss auf die allgemeine Wehrfähigkeit habe. Er vertrat also die Ansicht, dass nicht jeder Mensch die geeignete psychische Konstitution für den Kriegsdienst habe, selbst wenn er körperlich diensttauglich sei. Der eigentliche, experimentelle Teil der Arbeit bestand in einem Fallbericht über einen kriegstraumatisierten jungen Mann, den er über mehrere Wochen täglich denselben Fragebogen beantworten ließ. Im Verlauf zeigte sich an den Antworten, dass der psychotisch erkrankte Soldat langsam in die Realität zurückkehrte.
1916 heiratete er Käthe Guttmann, die er acht Jahre zuvor, vermutlich in dem Kurort Wolfsgrund, kennengelernt hatte. Er wurde in die Weiler‘schen Anstalten bei Berlin, dann nach Graudenz und schließlich in das Festungslazarett Thorn geschickt. Als Pazifist lehnte er den Krieg ab, und es gelang ihm, die Einberufung als Zivilarzt bis 1916 hinauszuzögern. Er wollte sich der militärischen Hierarchie nicht beugen und verweigerte z. B. den Gruß gegenüber seinem Offizier, wohl wissend, dass ihm dafür eine Haftstrafe drohte. Trotz wiederholter Konflikte mit seinen Vorgesetzten führte er mit den kriegstraumatisierten Soldaten eine Gesprächspsychotherapie nach seinem eigenen Konzept durch. 1917 erhielt er dennoch das Hessische Militär-Verdienstkreuz. Zurück in Berlin vertiefte er sich für seine persönliche Ausbildung zum Psychotherapeuten in die psychiatrische Fachliteratur. 1919 ließ er sich als Nervenarzt in eigener Praxis in Berlin nieder.

## Lehre
1925 veröffentlichte er sein bekanntestes Werk Die Menschheitsproblematik der Freud‘schen Psychoanalyse. Der Titelzusatz „Urbild und Maske“ spielt auf das griechische antike Theater an, in dem die Person des Schauspielers sich hinter einer Maske versteckt, so dass der Zuschauer die wahre Gestalt und die Persönlichkeit des Schauspielers nicht erkennen kann. So habe auch Freud sich hinter der Maske seiner radikalen Ideologie versteckt, doch sei er eigentlich ein ganz anderes „Urbild“. Freud sei nicht der pessimistisch-realistisch, betont objektiv denkende und gefühlskalte Mensch, der er zu sein vorgebe. So äußerte er über Freud, die „‚höheren Strebungen‘, die in der Lehre fehlen, wo das ‚Wesen des Menschen als triebhaft und böse‘ hingestellt wurde, diese höheren Strebungen sind das verborgenste Gut auf dem Grunde der Seele ihres Schöpfers aufzeigbar (...)“.
Hinter der Maske verberge sich eine empfindsame Person, die von einer enttäuschenden Vaterfigur geprägt worden sei. Freud habe sich um die Beschreibung der menschlichen Psyche sehr verdient gemacht. Seine Lehre sei keineswegs als falsch zu verwerfen, doch bedürfe es seiner Ansicht nach einer Ergänzung um die auch bei Freud vorhandene idealistische Seite. Neben der Betonung der Triebe des Menschen sollte der Psychotherapeut, der Seelsorger und Erzieher auch das Streben nach einer positiven Haltung und einer Entwicklung der guten Anlagen und Fähigkeiten des Menschen berücksichtigen. 
Michaelis erwarb sich mit diesem Werk einen Ruf als geschickt argumentierender Kritiker Freuds. Offensichtlich war es ihm ein wichtiges Anliegen, die Stimme der Kritik an jeder einseitigen psychologischen Forschung, also auch der Verhaltenstherapie, nicht verstummen zu lassen. Der Mensch – so Michaelis – sei eben nicht hilflos seinen Trieben ausgeliefert, sondern versuche fortwährend, seine individuellen, positiven Begabungen zu finden und zu entwickeln. Um den Menschen hierzu zu befähigen, bedürfe es einer geeigneten Erziehung und Förderung seiner Begabungen. Michaelis’ Werk wurde von den befreundeten religiösen Sozialisten und den Anhängern der Bewegung „Arzt und Erzieher“ positiv aufgenommen. Martin Buber, Ricarda Huch, Thomas Mann, Paul Häberlin, Hermann Graf von Keyserling und andere gratulierten ihm wohlwollend zu seinem Erstlingswerk. Dadurch ergaben sich zahlreiche neue Kontakte und auch Freundschaften wie die zu Alphonse Maeder, einem Schweizer Psychotherapeuten und ehemaligem Freud-Schüler. Dieser machte ihn wiederum mit anderen Mitgliedern und Gästen des Psychologischen Clubs in Zürich wie Hans Trüb und Constantin von Monakow bekannt.

## Michaelis als Kritiker der Frankfurter Zeitung 1923 bis 1932
Neben seinen Vorträgen über die vieldiskutierten gesellschaftlichen Themen wie die Stellung der Frau und Sexualität in der Ehe veröffentlichte er regelmäßig Literaturkritiken zu den Neuerscheinungen aus der Psychologie in der Frankfurter Zeitung. Hier ein Beispiel von 1923:
„Gegenüber der Lehre vom sog. Realitäts-Prinzip, nach der der Arzt als Vertreter der Gesellschaft den Neurotiker zur Anpassung führen muss, wird betont, dass der Arzt nicht nur Vertreter der Aussenwelt, sondern gerade der Innenwelt sein muss, wenn er heilen will. Während nach Schilder die Ich-Triebe zerstörenden, destruktiven Charakter tragen, hat Prof. Goldstein dankenswert dargestellt, dass das Leben als solches das Streben nach Entfaltung und Wachstum in sich trägt. Die Begriffe des Ideal und der Liebe, die auch Schilder gebraucht, gehen über eine blosse Trieblehre weit hinaus. Es ist ein Fortschritt, dass jetzt das Problem des Ideals wenigstens immer stärker besprochen wird. In dieser Richtung liegen Fragen, von denen das Schicksal der Psychotherapie innerlich abhängt.“ (Frankfurter  Zeitung, Edgar Michaelis 1923)
„Gerade der Vorstoß von einer symptomatischen Therapie zu letzten Fragen der Weltanschauung gibt der Erforschung der psychischen Heilmethoden allgemein kulturelle Bedeutung. Umso mehr erwächst die Verantwortung, nicht vorzeitig halt zumachen, sondern über die vorhandenen Ansätze hinaus wirklich letzte Entscheidungen zu suchen, damit die Psychotherapie immer mehr der großen Aufgabe gerecht werden könne, an der sie Anteil hat: die Not des Lebens zu bekämpfen und die innere Bestimmung des Menschen erfüllen helfen.“
Ein Dogma, wie die Freud‘sche Psychoanalyse, wurde als Hindernis für eine freie Weiterentwicklung der noch jungen Therapie angesehen. Über den Streit innerhalb des Berufsstandes bemerkte er: „Es ist in der Tat die eigentümliche Spannung der Aufgabe, vor die die Psychotherapie gestellt war, dass in einer Zeit der Auflockerung aller Bindungen für innere Zerrissenheit und Seelennot neue Stellen der Hilfe und Führung aus angstvoller Vereinzelung sich bilden mussten, obwohl doch allgemein das Lebensganze den Blicken zu schwinden drohte. So entstanden Glaubenskämpfe um die Psychoanalyse, konnte es geschehen, dass alle menschlichen Werte unter dem Gesichtswinkel dieser betrachtet und an ihr gemessen wurden (...).“
Diese Auseinandersetzung um das Ideal war für Michaelis entscheidend für die Zukunft der Psychotherapie und damit angesichts steigender Zahlen psychiatrischer Patienten auch ein gesellschaftliches Thema. Unermüdlich versuchte er in seinen Kritiken, die Kernbotschaft zu vermitteln, dass die Weiterentwicklung der Psychotherapie einen Beitrag zur Bewältigung der spirituellen und psychosozialen Krise der ganzen Gesellschaft leisten könne und daher keinesfalls gehindert werden dürfe. So verstehe sich der Idealismus  als Gegenspieler zum Realismus, welcher bereits mit der Psychoanalyse die einzig wissenschaftliche Psychotherapierichtung gefunden zu haben glaubte.

## Die psychotherapeutische Arbeit von Edgar Michaelis
1933 begann für das Ehepaar eine Zeit des kirchlichen Engagements im Widerstand gegen Hitler. Die Korrespondenz belegt Kontakte zu führenden Akteuren der kirchlichen Opposition gegen die Deutschen Christen und damit gegen das Nationalsozialistische Regime. Aus den Korrespondenzen im Nachlass von Michaelis geht hervor, dass er Martin Niemöller, Dietrich Bonhoeffer und Gerhard Jakobi gut kannte. Eine Einladungskarte zu einer Synode am 7. März 1934 in Berlin-Dahlem gibt Rätsel auf. Vermutlich handelte es sich um eine Vorbereitungsveranstaltung zu den kommenden größeren Zusammentreffen kirchlicher Oppositioneller. Michaelis war also im Kampf um das Bekenntnis der protestantischen Kirche gegen die zunehmende Macht der Nationalsozialisten aktiver Teilnehmer. Ab 3. und 4. Januar 1934 formierte sich die freie reformierte Synode in verschiedenen deutschen Städten. Vor allem in Wuppertal-Barmen und Dahlem fanden die Kirchengemeinden zur Bekenntnissynode zusammen. Vom 29. bis 31. Mai 1934 wurde die Barmer Theologische Erklärung als Fundament der Bekennenden Kirche verabschiedet. Bekannt wurde auch die zweite Bekenntnissynode vom 19. – 20. Oktober 1934 in Berlin-Dahlem. Dort wurde das Kirchliche Notrecht von Dahlem beschlossen. Michaelis Teilnahme dort ist aber nicht belegt. Mit der Machtübernahme der Nationalsozialisten endete Michaelis’ Karriere als Autor, da das Publizieren für Juden immer schwieriger und schließlich ganz verboten wurde. 1930 hielt Michaelis vor der Arbeitsgemeinschaft „Arzt und Seelsorger“ im Berliner Johannesstift 1930 den Vortrag „Geschlecht und Seele“ und 1934 den Vortrag „Der Ernst der ärztlichen Seelsorge vor Gott“' in dem er sich zu einer ärztlichen Seelsorge nach dem Vorbilde Luthers bekannte. Besonders brisant wurde diese letzte Zusammenkunft aber dadurch, dass er ganz eindeutig eine versteckte Kritik an den Grundgedanken der Nationalsozialisten übte. Er widersprach dem Satz „Du bist nichts, Dein Volk ist alles“ auf eine erst auf den zweiten Blick ersichtliche Weise: Er verglich die verheerenden Folgen einer unreflektierten Religionsausübung gegenüber Gott mit denen einer unreflektierten Gefolgschaft gegenüber der Ideologie des Nationalsozialismus. Es sei fatal, einer Religion (bzw. einer Ideologie) zu folgen, die den Menschen (bzw. den sogenannten „Herrenmenschen“) verehre. Nur Gott allein dürfe im Mittelpunkt des Lebens stehen, nicht der einzelne Mensch und nicht ein bestimmtes Volk. Nach den Nürnberger Rassengesetzen von 1935 galt Michaelis als „Volljude“, hatte allerdings seit dem 7. März 1933 das „Frontkämpfer-Privileg“. Viele seiner jüdischen Patienten wanderten aus oder wurden von den Nationalsozialisten verhaftet. 1938 löste die Ankündigung des Entzugs der Approbation für alle jüdischen Ärzte bei Michaelis einen erneuten Erschöpfungszustand aus. Nach einem Kuraufenthalt im Sanatorium Fürstenberg bei Potsdam wohnte das Ehepaar Michaelis noch eine Zeit in einer privaten Pension in Graudenz. Dort wurde er am Abend der Reichspogromnacht vom 9. November 1938 ohne Angabe von Gründen verhaftet und ins Lager Strehlitz bei Berlin abtransportiert. Seine Frau bemühte sich, ihn mit einer ärztlichen Bescheinigung der Haftunfähigkeit zu befreien. Nach drei Wochen wurde er dank der Fürsprache einiger seiner Freunde entlassen. Nach der Freilassung aus der Haft kehrte er nach dem ersten Schrecken schon bald in seinen Alltag zurück. Dabei ignorierte er weiterhin die Gefahr, in der er und seine Frau schwebten, und versäumte so beinahe die letzten Möglichkeiten zur Emigration. Erst Ende 1939, als das Ehepaar aufgefordert wurde, in ein „Judenhaus“ umzuziehen, gab Michaelis dem Drängen seiner Frau und seiner Freunde, unter anderen besonders Pfarrer Link, nach und stimmte einer Flucht zu. Dank der guten Verbindungen in die Schweiz gelang es ihnen, am 28. Dezember 1939 über Basel nach Lausanne zu fliehen. Flüchtlinge erhielten damals in der Schweiz keine Arbeitsbewilligung, sodass Michaelis weder als Arzt noch Psychotherapeut seinen Lebensunterhalt bestreiten konnte. Das Ehepaar Maeder, das schon Jahre zuvor mit den Michaelis‘ befreundet war, unterstützte sie nach Kräften. 1947 vermittelte Maeder Michaelis ein dreimonatiges Praktikum in der psychiatrischen Klinik La Rochelle in Vaumarcus bei Neuchatel in der Hoffnung, dass er eine Anstellung angeboten bekäme. Dieser Gedanke war zwar naheliegend, doch hatte Michaelis sich seit dem Ersten Weltkrieg nicht mehr mit der Anstaltspsychiatrie befasst und nie den Wunsch verspürt, dort wieder zu arbeiten. Auch die Aussicht, als stellvertretender Chefarzt tätig zu werden, lockte ihn nicht, da er weder Erfahrung noch Interesse an administrativen Aufgaben hatte. Das Verhältnis kühlte sich deutlich ab, als Maeder einsehen musste, dass Michaelis wenige Möglichkeiten hatte, wieder an seine früheren Tätigkeiten als Psychotherapeut, freier Autor und Literaturkritiker anzuknüpfen. Als getaufter jüdischer Flüchtling war er in der Schweiz zwar geduldet, doch fand er keinesfalls mehr Anschluss an die intellektuellen Kreise, in denen er sich im Berlin der 1920er Jahre bewegt hatte. Der Krieg hatte ihm die Grundlagen seiner damaligen Karriere entzogen. Michaelis fühlte sich geistig isoliert, was ihn sehr belastete. Dank der Fürsprache von Prof. Steck, Vorsteher der Klinik Cery, erhielt Michaelis 1950 die Erlaubnis, psychologische Beratungen ohne ärztliche Tätigkeit durchzuführen. Im Jahr darauf erhielt er die Niederlassungsbewilligung für eine eigene Beratungspraxis. Im August 1960 wurde er für seinen Beitrag zur Entwicklung der Psychotherapie von dem Psychiater Viktor Frankl, dem Präsidenten der von Frankl selbst gegründeten Österreichischen Ärztegesellschaft, zum korrespondierenden Mitglied der Gesellschaft ernannt. 1961 begegneten sich beide auf dem Internationalen Kongress für Psychotherapie in Wien. Käthe Michaelis starb am 18. April 1960 an einer schon etwa zwei Jahre andauernden Herzerkrankung. Der Verlust seiner Frau, die ihn immer umsorgt und auch einige Male aus gefährlichen Situationen gerettet hatte, ließ ihn in Trauer  versinken. Mehrmals nahm er am Rencontre de Genève, einem jährlichen Kongress der Theologen, Philosophen und Literaten in Genf, teil. 1962 wurde bei dem inzwischen 72-jährigen Michaelis eine Leukämie festgestellt, an der er am 21. Februar 1967 verstarb.